# Sloup Nejsvětější Trojice (Dubá)
Sloup Nejsvětější Trojice se sochami světců, který stojí uprostřed Masarykova náměstí před budovou radnice v Dubé v okrese Česká Lípa v Libereckém kraji, je zapsaný jako kulturní památka v Ústředním seznamu nemovitých kulturních památek. Barokní sloup je součástí městské památkové zóny Dubá, která se zároveň nachází na území Chráněné krajinné oblasti Kokořínsko – Máchův kraj.

## Historie
V roce 1723 koupil panství Nový Berštejn s městečkem Dubá hrabě František Karel Rudolf Swéerts-Sporck. Předtím byli majiteli panství Doksy s Berštejnem a Deštnou příslušníci rodiny Butlerů, potomci irského důstojníka Waltera Butlera, který tento majetek spolu s hraběcím titulem získal od císaře Ferdinanda II. jako odměnu za svůj podíl na zavraždění Albrechta z Valdštejna v roce 1634 v Chebu.

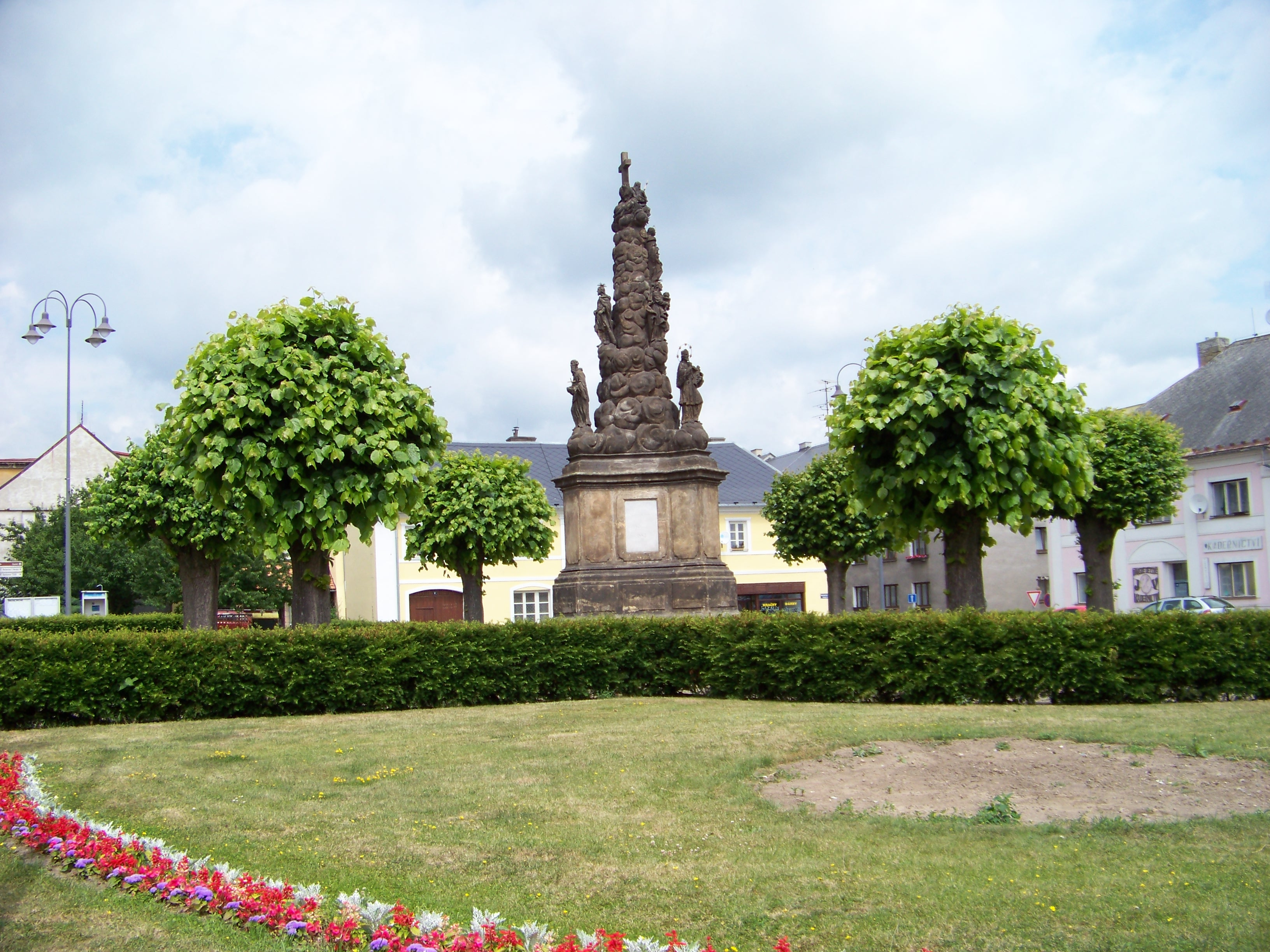
Úprava zeleně kolem sloupu na Masarykově náměstí v roce 2014

Dubá byla často postižena požáry, při kterých bylo zničeno téměř celé město. K velkým katastrofám došlo například v letech 1692 a 1711, kdy mimo jiné skončily v plamenech i všechny originály městských privilegii a stará městská kronika. Obyvatelstvo bylo decimováno také morovými epidemiemi.
V roce 1726  nechala hraběnka Anna Kateřina, dcera hraběte Františka Antonína Šporka a manželka Františka Karla Rudolfa Swéerts-Sporcka, uprostřed dubského náměstí postavit sloup Nejsvětější Trojice s Pannou Marií a dalšími sochami světců. Pískovcový sloup Nejsvětější Trojice, který představuje dominantní prvek ve středu města, pravděpodobně pochází z dílny litoměřického sochaře Františka Tollingera.
Sloup byl v minulosti několikrát opravován. Větší opravy se uskutečnily například na přelomu 19. a 20. století, konkrétně v letech 1882 a 1909. Koncem 20. století byly některé sochy již značně poškozeny vlivem eroze materiálu, v roce 1994 byla proto památka celkově restaurována. Sloup byl znovu ošetřen v roce 2004 a další větší obnovou prošel v roce 2018. V květnu roku 2019 vydal stavební úřad v České Lípě souhlas se záměrem města Dubé, týkajícím se nové úpravy prostranství kolem sloupu Nejsvětější Trojice na Masarykově náměstí. Tato nová úprava klade větší důraz zvýraznění volného prostoru uprostřed náměstí, které v minulosti bývalo místem konání velkých trhů a přirozeným centrem veřejného života ve městě.

## Popis
Pískovcový „obláčkový“  pilíř se sousoším Nejsvětější Trojice a sochami světců stojí uprostřed zadlážděné plochy v horní části náměstí. Pilíř je čelem otočený k severovýchodu, tj. na odvrácenou stranu od radnice. 

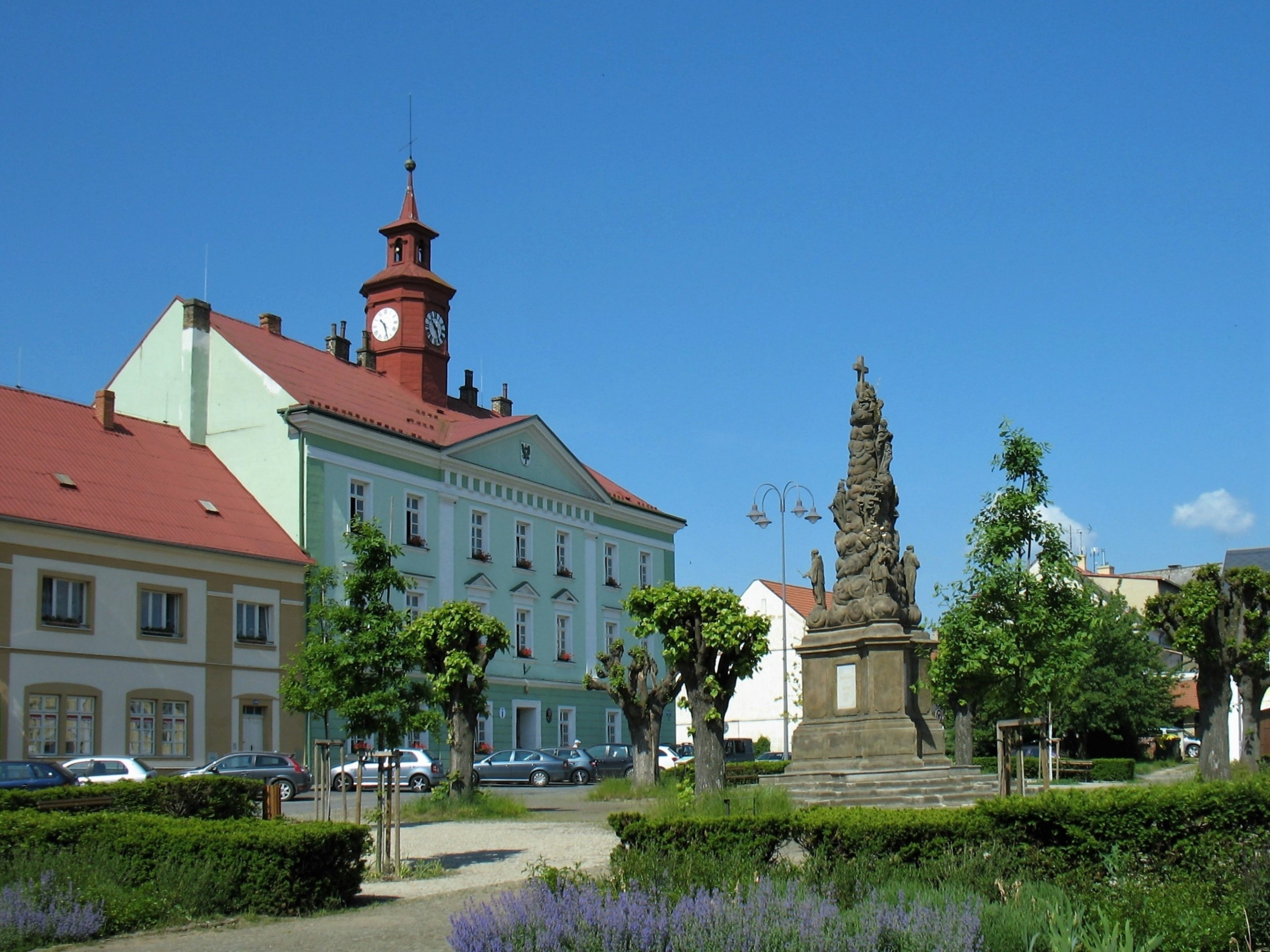
Sloup a radnice na Masarykově náměstí

Vlastní podstavec sloupu, spočívající na čtyřech stupních, má v půdorysu tvar polygonu s okosenými rohy. Ve středech stěn polygonálního podstavce jsou umístěny novodobé mramorové desky s nápisy: „VIATOR HIC STA, TRINITATEM ADORA, VIRGINI VITAE ET HIS SANCTIS HONO/RES PRAEBE!“ (v překladu z latiny „Pocestný, zde stůj, Trojici vzývej, Panně, životu a těmto svatým pocty poskytuj!“). 

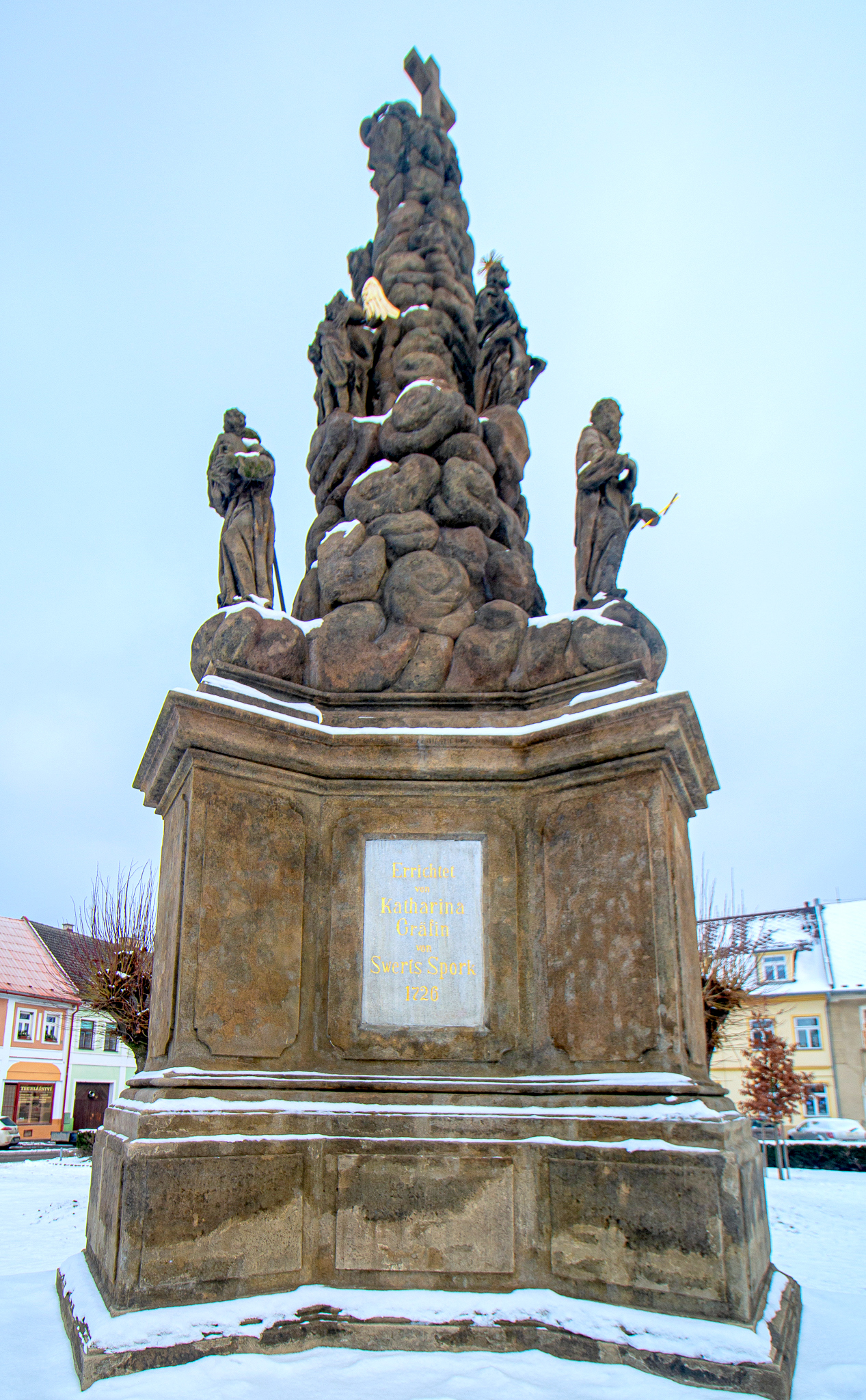
Pohled na sousoší s nápisem připomínající vztyčení sloupu na náklady hraběnky Anny Kateřiny Swéerts-Šporkové v roce 1726.

Další nápis v němčině zní „Errichtet von Katharina Gräfin von Sweerts-Sporck 1726“ („Zřídila Kateřina hraběnka Sweerts-Sporcková 1726“). Na levé straně podstavce je deska s nápisem „Renovirt im Jahre 1882 1909“. Tyto mramorové desky podle historických pramenů sem byly umístěny jako náhrada původních nápisů.
Z podstavce se nad mohutnou profilovanou římsou zvedá pilíř obklopený sochami světců a andílků. Na vrcholu sloupu je umístěna skupina Nejsvětější Trojice (Kristus se žezlem světovlády, Bůh Otec se sférou s křížkem a holubice, zpodobňující Ducha Svatého). Na čelní straně pilíře pod vrcholovým sousoším Nejsvětější Trojice je umístěna socha Panny Marie, vyobrazené v podobě mladé dívky ve spodním rouchu a plášti. V etáži pod ní jsou sochy svatého Josefa s Ježíškem, archanděla Rafaela (anděl Strážce) s chlapcem Tóbijášem a na zadní straně sloupu je socha svatého Judy Tadeáše. Spodní etáž pilíře je osazena sochami tří světců stojících na obláčcích – sv. Jana Nepomuckého, sv. Antonína Paduánského s malým Ježíškem v náručí a sv. Ivana. Jan Nepomucký je zobrazen v kanovnickém rouchu s tradiční svatozáří s pěti hvězdami kolem hlavy, svatý Antonín má podobu mladíka v řádovém rouchu, sv. Ivan je zobrazen jako muž s plnovousem v poustevnickém oděvu. Původně dle dobových pramenů se ještě v dolní části sloupu měla nacházet vyobrazení svaté Kateřiny, svatého Václava a svatého Floriána.
V minulých dobách, kdy se zde konaly trhy, bylo dubské náměstí dlážděné kameny. Pouze kolem sloupu Nejsvětější Trojice byla jiná dlažba ve tvaru hvězdy, odpovídající tvaru schodiště na úpatí sloupu. Tato dlažba se zde dosud zachovala. Dříve byly přímo u schodiště kolem sloupu vysazeny kulovitě tvarované stromky, ty byly později nahrazeny šesticí lip. Na základě nové úpravy dubského náměstí, schválené v roce 2019 a zahrnující zásahy do zeleně, přemístění stromů a květinových záhonů, bylo na Masarykově náměstí vysazeno osm dubů letních (Quercus robur), které zde mají nahradit stávající lípy.